# Дубашница
44° 04′ 17″ N 21° 53′ 24.7″ E / 44.07139° С; 21.890194° И
Дубашница је благо заталасана крашка површ која се налази у источном делу Кучајских планина. Јован Цвијић први пут помиње Дубашницу под називом висораван Кота и Стобора, али се тај назив касније изгубио. Са јужне стране, Дубашница је ограничена кањоном Лазареве реке и кањонима њених саставница (Појенска река, Демижлок и Микуљска река), са источне стране дубоком клисуром Бељевинске реке, са северне стране изворишним крацима Бељевине и развођем према сливу Млаве, а са западне стране појасом некарбонатних стена. У наведеним границама, Дубашница захвата површину од 82,03 km2, од чега више од 95% припада сливу Злотске реке. Део је Кучајских планина које су највећи крашки комплекс у Србији.

## Геоморфолошке карактеристике
Надморска висина Дубашнице се креће од 800 до 1.000 m, са изузетком неколико заобљених врхова: Мошулуј 1.036 m , Стобори 1.045 m и др. Од линије највећих висина, која прати десну долинску страну Бељевинске реке, Дубашничка површ постепено пада према западу, према контакту са кристаластим шкриљцима, а знатно јаче према истоку, где оштро прелази у десну долинску страну Злотске реке. Дубашничка површ рашчлањена је бројним вртачама и релативно плитким кањонским долинама (Дубашница, Војала и др.). Речна мрежа на површи потпуно је дезорганизована, изузев речице Дубашнице, која у пролеће тече коритом све до близу стрме долинске стране Бељевинске реке, док лети понире у издухама. Сличних су особина Војала и Микуљска река, које теку границом површи или је секу на њеном јужном крилу. Површ је полигенетског порекла, односно изграђена комбинованим радом флувијалне (механичке) и крашке ерозије (хемијске и механичке).
Дубашница располаже великим бројем геоморфолошко-спелеолошким и хидрографско-хидролошким споменицима природе који се по врсти, разликују се две основне групе облика: површински и подземни. У категорији површинских облика спадају терасе, вртаче, суве долине, слепе долине, кањони, клисуре. Све долине у систему Лазареве реке, а у оквиру Дубашничке површи, су кањонског типа. Међу њима, по димензијама и импресивности, истичу се Лазарев кањон. а затим кањони његових притока: Микуљске реке, Демижлока и Појенске реке. Од подземних облика истичу се пећине, јаме и понори. Пећине се најчешће јављају у кањонским долинама и то при врху кањона или изнад речног корита. Јаме се углавном јављају на Дубашничкој крашкој површи, а затим као понори, у речним коритима. Најзначајније су Стојкова леденица и Дубашничка јама (друга најдубља јама у Србији).